# Kai Doh Maru
A Kai Doh Maru (怪童丸; Kaidómaru; Hepburn: Kaidōmaru) 2001-ben bemutatott történelmi háborús dráma OVA, amelyet Vakabajasi Kandzsi rendezett és a Production I.G és a SME Visual Works készített. Japánban 2001. december 19-én jelent meg, az Egyesült Államokban 2003. július 29-én adta ki a Manga Entertainment. Spanyolországban és Portugáliában az Animax is vetítette. Magyarországon a Black Mirror jelentette meg DVD-n japán és magyar szinkronnal és magyar felirattal 2008. november 25-én. Egy 3 lemezes gyűjteményben is kapható a Blood: Az utolsó vámpírral együtt.

## Cselekmény
A történet a középkori Japánban, a Heian-korban játszódik 990 körül. A fővárost járványok, törvényen kívüliek és politikai összeesküvések fenyegetik. Egy fiatal lány, Kintoki családjának egyetlen örököse. Apja fiúnak álcázza és akként neveli, hogy megóvja trónbitorló nagybátyjától, Szakata Josinobutól, azonban amikor a nagybáty kiirtatja az egész családot, Kintoki menekülni kényszerül a hegyekbe. Ott egy nemes szamuráj, Minamoto no Raikó menti meg és fiúként, Kaidómaruként tanítja és neveli fel, harcosnak kiképezve őt. 17 évesen a védelmi minisztérium négy lovagjának egyikeként szolgál. A dolgok összetetté válnak, amikor Kintoki rábukkan egykori családja sötét múltjára és felbukkan a nagybáty lánya, Óni hercegnő, aki Kintoki gyermekkori barátja és össze akar vele házasodni, abban a hitben, hogy Kintoki férfi.
A történet főként Kintoki és Minamoto no Raikó kapcsolatára fókuszál, de számos történelmi személy és folklóralak felbukkan, mint Fudzsivara no Micsinaga vagy a lázadó Taira no Maszakado. Kintaró alakját a folklórtól eltérően, nem erős, pirospozsgás arcú férfiként, hanem egy határozott, fiús lányként ábrázolják, aki egy tradicionális harci fejszét forgat.

## Szereplők
| Szereplő                                                                                               | Japán hang          | Angol hang         | Magyar hang       |
| --- | ------------------- | ------------------ | ----------------- |
| Szakata no Kintoki / Kintaró / Kaidómaru (坂田 金時; Hepburn: Sakata no Kintoki / Kintarō / Kaidōmaru) | Szaiga Micuki       | Kathleen McInerney | Pupos Tímea       |
| Minamoto no Raikó (源 頼光; Hepburn: Minamoto no Raikō)                                                | Morikubo Sótaró     | Bruce Winant       | Sörös Miklós      |
| Óni hercegnő / Suten-dódzsi (酒呑童子; Hepburn: Ōni-hime / Shuten-dōji)                                | Hino Jurika         | Corinne Orr        | Turóczy Izabella  |
| Taira no Maszakado / Ibaraki-dódzsi (平 将門 / 茨木童子; Hepburn: Taira no Masakado / Ibaraki-dōji)    | Orikasza Ai         | David Rhodes       | Joó Gábor         |
| Uszui no Szadamicu (碓井貞光; Hepburn: Usui no Sadamitsu)                                              | Hanada Hikaru       | Jay Snyder         | Hegedüs Miklós    |
| Urabe no Szuetake (卜部 季武; Hepburn: Urabe no Suetake)                                               | Janasze Szatoru     | Don Puglisi        | Papucsek Vilmos   |
| Vatanabe no Cuna (渡辺 綱; Hepburn: Watanabe no Tsuna)                                                 | Maszutani Jaszunori | Flavio Romeo       | Gubányi György    |
| Abe no Szeimei (安倍の晴明; Hepburn: Abe no Seimei)                                                    | Kaneko Josijuki     | N/A                | Fehér Péter       |
| Fudzsivara no Micsinaga (藤原 道長; Hepburn: Fujiwara no Michinaga)                                    | Kobajasi Tosio      | Larry Robinson     | Király Adrián     |
| Szugavara no Micsizane (菅原道真; Hepburn: Sugawara no Michizane)                                      | Kimura Ikue         | N/A                | Nádorfi Krisztina |
| Jamabuki (山吹; Hepburn: Yamabuki)                                                                     | Kimura Ikue         | N/A                | N/A               |
| Fudzsi (富士; Hepburn: Fuji)                                                                           | Oszaka Fumiko       | N/A                | N/A               |
| Szakata no Josinobu (由伸 酒田; Hepburn: Sakata no Yoshinobu)                                          | Kisino Jukimasza    | N/A                | Fehér Péter       |
| További magyar hang: Czirják Csilla                                                                    |                     |                    |                   |

## Fogadtatás
Theron Martin, az Anime News Network kritikusa szerint a Kai Doh Maruban megvan minden elem, ami egy „csodálatosan szövevényes” történelmi drámához kell, „beleértve egy érdekfeszítő alaphelyzetet, az érdekes központi szereplőket, a komplex politikai manőverezést és a kiélezett akciójeleneteket.” Theron szerint ott hibázták el a filmet, hogy mindezt alig 40 percbe sűrítették bele, az eredmény pedig egy csonka rövidfilm lett, aminek legalább másfélszer ilyen hosszúnak kellene lennie.
A T.H.E.M. Anime Reviews kritikusa szerint a Kai Doh Maru „érdekes és stilizált betekintés a feudális Japánba”, amely mellé „kiváló animáció” társul. Bírálta, hogy a film rövidsége miatt a szereplők kevéssé érdekfeszítőek és nem mutatnak fejlődést, a cselekmény pedig bizonyos pontokon zavaró. E tekintetben a Blood: Az utolsó vámpírhoz hasonlította. A The Anime Review többnyire negatívan értékelte a filmet, a történetet túlkomplikáltnak találta, a vizuális élménnyel kapcsolatban pedig úgy vélekedett, hogy olyan az egész OVA, mintha „sűrű ködben” lenne, a szürkeségtől csak a vér üt el, ami viszont „megdöbbentően élénk”. Egyetlen pozitívumként a zenei aláfestést említette meg. Hasonló megállapításokat tett az Anime-Planet és az Anime UK News kritikusa is. A DVD Verdict csak az akciójeleneteket tartotta értékelhetőnek.
Az Anime Stars kritikusának „inkább tűnt furcsának, mint érdekesnek”. Szerinte érthető a fakó színvilág, ami a japán képzőművészetek gyökeréhez próbál visszanyúlni. Kockázatosnak, de nem „öngyilkosságnak” tartotta ezt a grifikai megoldást választani. A 3D-s elemeket a konzoljátékok grafikájához hasonlította. A történetet „magával ragadónak” nevezte, és a többszöri megnézést javasolta a megértés érdekében.